# Rhodobryum perspinidens
Rhodobryum perspinidens är en bladmossart som beskrevs av Pócs in Bizot och Tamás Pócs 1979 [1980. Rhodobryum perspinidens ingår i släktet rosmossor, och familjen Bryaceae. Inga underarter finns listade i Catalogue of Life.